# Eva Biaudet
Pour les articles homonymes, voir Biaudet.
Eva Biaudet, née le 27 février 1961 à Helsinki, est une femme politique finlandaise, membre du Parti populaire suédois de Finlande.

## Carrière politique
Biaudet commence des études de droit à l'Université d'Helsinki, mais elle arrete ses études pour entrer en politique. 
Biaudet est membre du conseil municipal d'Helsinki de 1989 à 1996 et vice-présidente du Parti populaire suédois de Finlande (RKP) de 1990 à 1994. 
Eva Biaudet revient au conseil municipal lors des élections municipales de 2004, puis quitte ses fonctions politiques deux ans plus tard.
Médiatrice pour les minorités depuis 2010, elle est candidate à l’élection présidentielle finlandaise de 2012, où elle finit septième sur huit candidats, avec 2,7 % des voix de la circonscription d'Helsinki.

## Famille
La famille du père d'Eva Biaudet est suisse. 
Henry Biaudet le chercheur spécialisé sur l'Église catholique est le grand-oncle d'Eva Biaudet,